# Ascogaster brevicornis
Ascogaster brevicornis är en stekelart som beskrevs av Wesmael 1835. Ascogaster brevicornis ingår i släktet Ascogaster och familjen bracksteklar. Inga underarter finns listade.